# Literatur um acht
Die Veranstaltung Literatur um acht ist aus der ersten wöchentlichen „Dichterstunde“ im Café Storch hervorgegangen, die bis in die 1980er-Jahre zurück reicht.

## Geschichte
Im November 2001 von Gerd Buurmann, Viktoria Burkert und Georg Lota Ponitka gegründet. Als Kernstück des ehemaligen „Solana Theater e.V.“ ist sie ein Forum neuer, von Schreibenden selbst präsentierter Texte aller Gattungen (Lyrik, Prosa, Bühnentexte, fremdsprachige Literatur, Konzeptionelles und Experimentelles). Auch musikalische Beiträge und andere kleine Bühnenaufführungen gehören zum Programm in den durch wechselnde Moderation geführten Abenden.
Im Unterschied zu vielen anderen Bühnen stehen bei der »Literatur um acht« der Bildungsauftrag und eine ernsthafte Auseinandersetzung mit den Möglichkeiten und Aufgaben zeitgenössischen Schreibens im Vordergrund. Mit diesem Anspruch versammelt sich hier eine Gruppe Diskutierender, Planender, Projektierender die so einen Saloncharakter vermittelt.
2004 bildete sich im Kreis der »Literatur um acht« der van Aaken Verlag, der eine Reihe von Anthologien mit den vertretenden Autoren startete, die „Reinschrift“ und Einzelbücher herausgab.
Nachdem sich im November 2008 Gerd Buurmann, der bisherige Leiter und Moderator, aus dem Projekt zurückzog, kam es zur wechselvollen Umformung in ein Autorenkollektiv („Eine Lesebühne von Autorinnen und Autoren für Schreibende und Lauschgäste“). Die »Literatur um acht« fand bislang mehr als 500 mal statt. Sie ist seit 2008 Mitglied der „Freien Kooperative Kunst und Design TriebArt“.
2010 erschien einmalig eine eigene Publikation des Kreises mit Texten zur »Literatur um acht«.
Die »Literatur um acht« wurde auch während der Corona-Pandemie (2020–2022) unter Einhaltung der offiziellen Bestimmungen durchgeführt. Seit Mitte 2022 organisieren und moderieren Mischi Steinbrück und Werner Otto von Boehlen-Schneider die offene Lesebühne.
Nach vielfach wechselnden Locations in Kölns findet die »Literatur um acht« seit April 2023 in der Alten Feuerwache, Melchiorstraße 3 in 50670 Köln, Nähe Ebertplatz statt.